# Xã East Hopewell, Quận York, Pennsylvania
Xã East Hopewell (tiếng Anh: East Hopewell Township) là một xã thuộc quận York, tiểu bang Pennsylvania, Hoa Kỳ. Năm 2010, dân số của xã này là 2.416 người.